# Pioneer Valley
Pioneer Valley er et område i Massachusetts, hvorigennem Connecticut-floden løber. Den indgår i det større område omkring denne flod, kaldet Connecticut River Valley, og ligger i den lave del af dette område. Pioneer Valley består af de tre amter Franklin County, Hampshire County og Hampden County. Navnet skyldes en gruppe forretningsfolk, der i 1930'erne søgte at skabe interesse om Springfield, Massachusetts området i turistmæssig sammenhæng.
42°18′N 72°36′V / 42.3°N 72.6°V